# کشتار جشن عروسی مقر الدیب
کشتار جشن عروسی مقر الدیب (زبان عربی: مجزرة حفلة عرس مقر الدیب) بمباران یک جشن عروسی در مقر الدیب، روستای کوچکی در عراق در نزدیکی مرز سوریه، در ۱۹ مه ۲۰۰۴ از سوی آمریکا بود. ۴۲ غیرنظامی در این حمله کشته شدند.
مقامات آمریکایی اظهار داشتند که این مکان خانه‌ای امنی برای جنگجویان مشکوک خارجی بوده است.
شاهدان گزارش داده‌اند که بمباران مجلس عروسی بین خانواده‌های رکعت و صباح از سوی آمریکا در ساعت ۳ شروع شد و ۴۲ مرد، زن و کودک در آن کشته شدند.

## واکنش
ارتش آمریکا گفت که این مکان هدف مشروعی بوده است.
جیمز متیس سرلشکر سپاه تفنگداران دریایی ایالات متحده آمریکا گفت فکر عروسی نامحتمل بوده، «چند نفر به وسط بیابان می‌روند… تا در ۸۰ مایلی از نزدیکترین آبادی عروسی بگیرند؟ بیش از دوجین مرد بالغ در آنجا بودند. بیایید خام نباشیم.» این دو خانواده ساکن مقر الدیب بودند. او بعدتر گفت که تصمیم‌گیری برای بمباران آن مکان برای او ۳۰ ثانیه طول کشیده.